# Berliet A und Abis
Der Berliet A und Berliet Abis waren als Chassis erhältliche Fahrzeuge des Kraftfahrzeugherstellers Berliet in Lyon aus dem Jahre 1900, welche wegen ihrer Motorleistung auch als Berliet 5HP bezeichnet werden.

## Geschichte und Technik
Das Fahrzeug erhielt seine allgemeine Betriebserlaubnis  durch den örtlich und sachlich zuständigen Inspecteur des Mines im Juni 1900.
Das Getriebe hatte zwei Vorwärtsgänge. Der Motor leistete bei einer Bohrung von 80 und einem Hub von 120 mm (Hubraum  1206 cm³) 5 PS bei 900/min.
Der Antrieb erfolgte über Ketten auf die Hinterachse. Das Fahrzeug hatte Rechtslenkung und wog je nach Karosserieaufbau 250 bis 300 kg.

## Varianten
Im August erhielt der Typ Berliet A bis eine allgemeine Betriebserlaubnis. Er hatte die gleichen technischen Daten wie der Berliet A. Andere abweichende Ausstattungsdetails des Fahrzeugs gehen aus der Betriebserlaubnis nicht hervor. Das zeitgleich gebaute Fahrzeug Berliet B war ebenfalls technisch weitgehend identisch. Es hatte jedoch eine zusätzliche Geschwindigkeitsstufe durch das Getriebe mit 3 Gängen.
Ein Berliet A ist im Conservatoire der Fondation Berliet erhalten.